# Torpedo Billy Murphy
Thomas William Murphy (Auckland, 3 de novembro de 1863 - 26 de julho de 1939) foi um pugilista neozelandês, campeão mundial dos pesos-penas em 1890.

## Biografia
Torpedo Billy Murphy iniciou sua carreira de pugilista em 1881, lutando ainda sob as regras de London Prize, em combates realizados na sua cidade natal de Auckland, na Nova Zelândia. Dando sequencia à sua carreira, em 1886, Murphy mudou-se para Sydney, na Austrália, aonde permaneceu até 1887, quando resolveu voltar à Nova Zelândia, no intuito de tentar capturar seu primeiro título.
Lutando em Wellington, em meados de 1887, Murphy aplicou um nocaute sobre Richard Allen, de modo a conquistar o título de campeão dos pesos-leves da Nova Zelândia. Poucos meses mais tarde, já no final de 1887, Murphy acabou perdendo seu título para Ike Fake, em uma luta na qual Murphy terminou sendo desqualificado.
Murphy ainda viria a recuperar seu título de campeão neozelandês dos leves, quando em meados de 1888 nocauteou Joe Molloy, antes de de decidir viajar aos Estados Unidos, no intuito de desafiar o título mundial dos pesos-penas de Ike Weir.
Chegando à São Francisco, em meados de 1889,  Murphy  precisou esperar Weir se recuperar de um grave ferimento na mão por quase seis meses, antes de que os dois finalmente pudessem se encontrar dentro do ringue.
Realizada logo no princípio de 1890, a luta entre Weir e Murphy parecia bastante favorável à Weir nos rounds iniciais, contudo, quando Murphy  conseguiu aplicar uma sequência de nocautes em cima do campeão no 13º assalto, Weir acabou desistindo do combate e não mais retornou para o round seguinte. Desta forma, Murphy havia se tornado o novo campeão mundial.
Uma vez campeão mundial dos pesos-penas, Murphy fez mais três lutas nos Estados Unidos, antes de decidir retornar à Nova Zelândia. Essa atitude de Murphy fez com que seu título mundial deixasse de ser reconhecido nos Estados Unidos.  
Contrariamente à decisão americana, tanto a Grã-Bretanha, quanto a Austrália, seguiram conferindo à Murphy o título de campeão mundial dos pesos-penas. Desta maneira, Murphy escolheu defender seu título contra o perigoso australiano Young Griffo. 
Realizada em meados de 1890, a luta entre Murphy e Griffo foi bastante competitiva em seus rounds iniciais, quando ambos os lutadores  se revezaram no domínio do combate. Todavia, depois que Griffo acertou um golpe certeiro no queixo de Murphy, que deixou o campeão totalmente desorientado, Murphy resolveu abandonar ao término do 15º assalto.
Posteriormente, em meados de 1891, Murphy tentou recuperar seu título em uma revanche contra Griffo. Novamente, os dois lutadores realizaram uma emocionante luta, que acabou terminando com a vitória de Griffo, assim que Murphy foi desqualificado no 22º assalto.
Incapaz de recuperar seu posto de campeão mundial, em 1892, Murphy decidiu retornar aos Estados Unidos, aonde veio a se reencontrar com Ike Weir, o homem de quem Murphy havia tomado o título de melhor peso-pena do mundo. Nessa revanche, porém, Murphy é quem levou a pior, terminando o combate sendo nocauteado por Weir.
Depois disso, Murphy seguiu lutando nos Estados Unidos até 1903, em um longo período sem brilhos, na qual sua carreira já estava claramente em franca decadência. Retornando à Austrália, e depois à Nova Zelândia, um já veterano Murphy, de 44 anos de idade, ainda conseguiu um último triunfo na carreira, quando em 1907 conquistou o título vago de campeão dos pesos-penas da Nova Zelândia, ao nocautear o iniciante Tom Toohey.
Billy Murphy faleceu em 1939, ao 75 anos de idade, em sua cidade natal de Auckland. Esquecido pelos célebres historiadores de boxe dos Estados Unidos, Murphy se tornou para sempre uma lenda do esporte na Nova Zelândia.